# Raymond Burnier
Pour les articles homonymes, voir Burnier.
Raymond Burnier, né le 6 juillet 1912 à Lausanne en Suisse et mort le 29 septembre 1968 à Zagarolo en Italie, est un photographe suisse.

## Biographie
Raymond Burnier est issu d'une famille suisse de banquiers. On compte parmi ses ancêtres les fondateurs de la banque Du Pasquier-Montmollin, rachetée par l'UBS, ainsi que Jules Monnerat, initiateur de la reprise de l'entreprise d'Henri Nestlé. Il passe la majeure partie de son enfance dans une propriété que possède son père en Algérie, se passionne pour la photographie et devient un adepte du Leica.
En 1931, lors d'un séjour sur la Côte d'Azur, il rencontre l'indianiste et musicologue Alain Daniélou, qui deviendra son compagnon. Tous deux entreprennent de nombreux voyages. Après s'être rendus cette même année en Afghanistan, en 1936, ils décident d'effectuer un tour du monde qui les mènera en Chine, au Japon, en Indonésie, aux États-Unis, puis en Inde où, fascinés par cette civilisation, ils s'établiront en 1938.
C'est ainsi qu'ils s'installent à Bénarès dans le palais de Rewa sur les bords du Gange. Ils y habitent près de quinze ans, étudient la culture et la civilisation auprès des lettrés de la ville, le sanscrit, le hindi, et adoptent la religion hindoue à laquelle ils sont initiés. Alain Daniélou prend le nom de Shiva Sharan, le protégé de Shiva, tandis que Raymond Burnier prend celui de Har Sharan, le protégé du libérateur. Ils deviennent très proches d'Alice Boner, une artiste, historienne de l'art et indianiste suisse qui s'est installée dans la même ville en 1936. 
Raymond Burnier s'intéresse à la sculpture hindoue, particulièrement celle de la période dite médiévale (du IXe au XIVe siècle). En 1940, il est nommé membre des services archéologiques de l'Inde.  

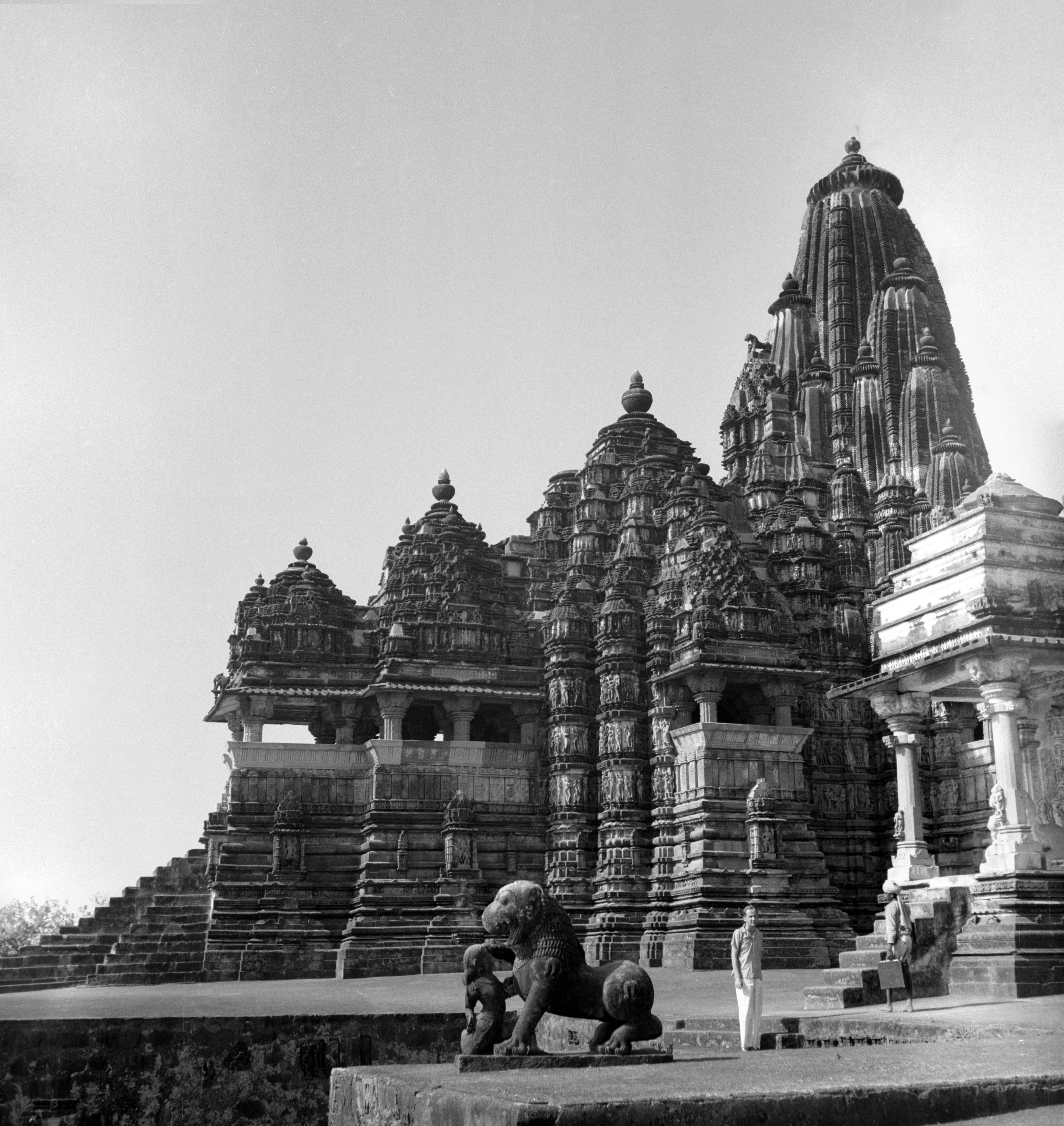
Temple de Vishvanatha, Khajurâho, Inde.

Avec Alain Daniélou, il effectue de longs séjours d'étude à travers le pays, notamment en Inde du Nord, aux temples de Khajurâho, de Bhuvaneshwar (en), de Konârak, ainsi que dans de nombreux sites moins connus de l'Inde centrale et du Rajputana. Afin de pouvoir se déplacer dans les régions les plus isolées de cet immense pays, ils font venir une caravane de Californie. Par ailleurs, ils vont jusqu'à faire construire des échafaudages pour nettoyer les parois encrassées des temples, huilant même des pierres afin de mieux mettre en valeur les sculptures.
Raymond Burnier sera le premier à révéler à l'Occident la beauté de ces grands temples et à immortaliser les sculptures érotiques qui les ornent. Ainsi, il contribue, en parallèle aux efforts d'Alice Boner (ils ont visité ensemble les temples de Khajurâho, en 1937), à faire connaître l'art indien, auquel très peu de gens s'intéressent à cette époque — art de toute façon difficilement accessible à ce moment. 
C'est ainsi que plus de 8 000 négatifs réalisés entre 1935 et 1955 témoignent de ce travail et sont conservés à la fondation Alain Daniélou près de Rome. Ce sont ces photographies qui illustrent entre autres les ouvrages L'érotisme divinisé, Le temple hindou et Visages de l'Inde médiévale, dans lesquels Alain Daniélou, qui a découvert au travers du tantrisme et du shivaïsme une spiritualité qui reconnaît autant l’art que la sexualité, ouvre les lecteurs à la métaphysique de l'érotisme tel qu'il est vécu et représenté dans l'art et la littérature sacrés de l'Inde  

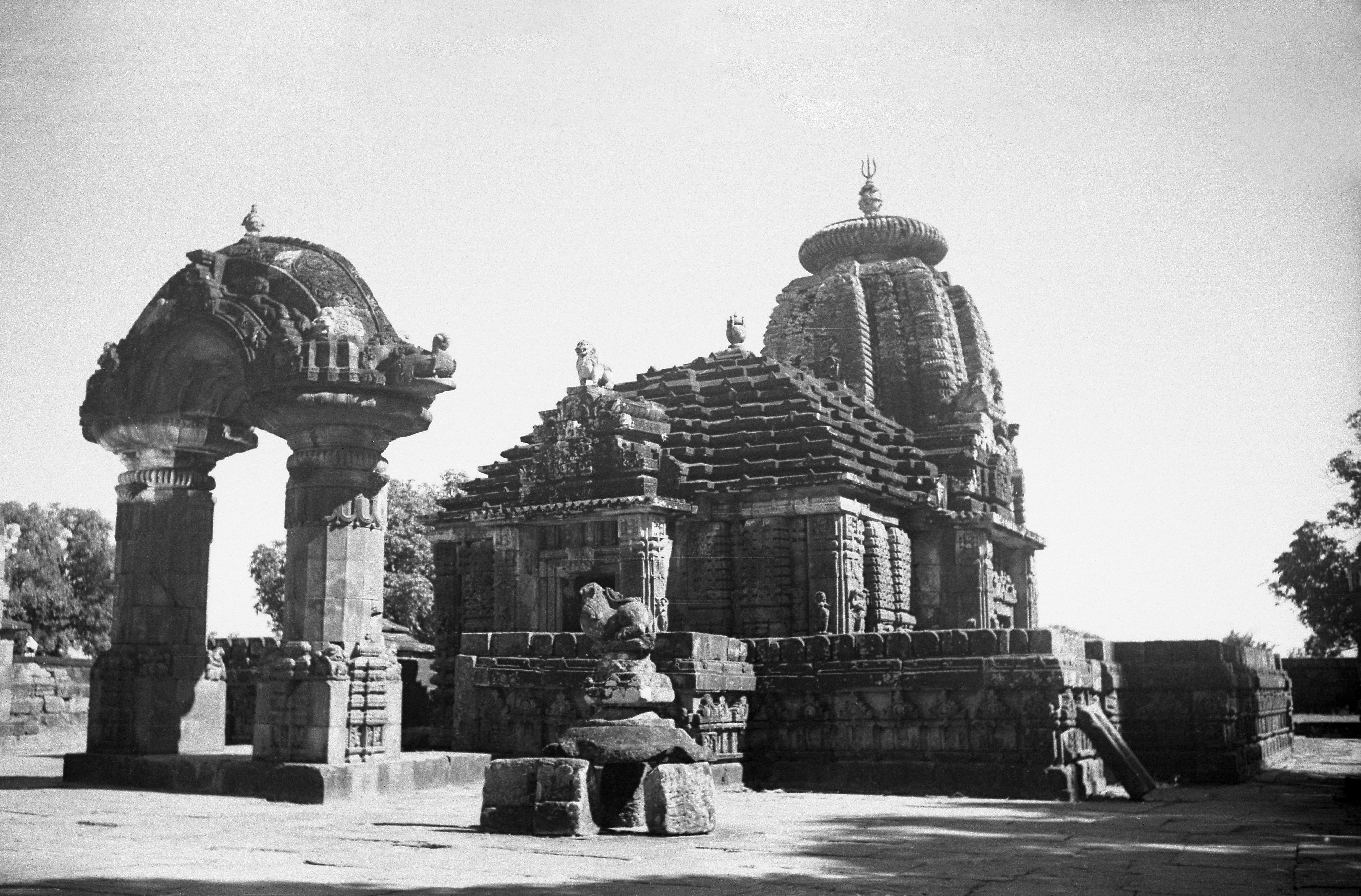
Temple de Mukteshvara, Bhubaneswar, Inde.

De retour en Europe en 1958, Raymond Burnier participe à la création de l'Institut international d'Études Comparatives de la Musique fondé par Alain Daniélou à Berlin et à Venise, dont il est secrétaire général jusqu'à sa mort en 1968 à Zagarolo près de Rome .

## Expositions, collaborations
Raymond Burnier se lie d'amitié avec les photographes Cecil Beaton, qu'il reçoit en Inde, et Cartier-Bresson. Tous deux admirent son travail. Rapidement, il acquiert une reconnaissance internationale. 
Sa première exposition se tient en juin 1948 à la galerie de l'éditeur Pierre Berès, qui publiera par la suite la plupart des clichés dans l'ouvrage d'art Visages de l'Inde médiévale. 
Il sera en outre le premier photographe à exposer au Metropolitan Museum de New York en 1949,,, exposition célèbre dont il avait fait lui-même les grands tirages, présentés comme de véritables oeuvres d'art. Après avoir fait le tour du monde, ces tirages ont été légués au Musée de l'Elysée à Lausanne.
Raymond Burnier exposera également à Delhi et à Calcutta (expositions inaugurées  par Sarvepalli Radhakrishnan, président de la République indienne), à Rome (1967), au Salon d'Automne de Paris (1985).
Il a collaboré à l'iconographie de plusieurs ouvrages pour Alain Daniélou et Stella Kramrisch (en). 
Il sera par ailleurs l’initiateur de la vocation d’Angelo Frontoni (it) pour la photographie.

## Livres de photographies publiés
- Visages de l'Inde médiévale. 79 photographies originales, préface de Shiva Sharan Alain Daniélou, Paris, La Palme, 1950.

- L'érotisme divinisé, Paris, éditions Buchet-Chastel, Paris 1962,  (ISBN 2-268-04392-4), mille exemplaires numérotés réservés aux sociétaires du cercle du Livre Précieux, seconde édition complétée (texte et illustrations). Réédité en 1973 sous le titre La sculpture érotique hindoue  (ISBN 2-402-62376-4), en association avec l’ouvrage Le temple hindou, et en 2002 sous le titre L'érotisme divinisé. Architecture et sculpture du temple hindou aux Editions du Rocher, Paris,  (ISBN 978-2-268-04392-0), préface de Jean-Louis Gabin — photographies de Raymond Burnier.

- Le Temple hindou : centre magique du monde, Paris, éditions Buchet-Chastel, 1977 — photographies de Raymond Burnier et Alain Daniélou.

- Visage de l'Inde médiévale, Paris, Hermann, 1985,  (ISBN 2-7056-6018-6) — photographies de Raymond Burnier[12].

- Il Giro del mondo nel 1936, éditions Casadeilibri, 2007,  (ISBN 978-8889466209)— dessins d'Alain Daniélou, photographies de Raymond Burnier.

- The Hindu Temple, texte de Stella Kramrisch, Calcutta, University of Calcutta, 1946, 2 vol. — photographies de Raymond Burnier ; réédition en 1996 : The Hindu Temple, Delhi, Motilal Banarsidass  (ISBN 81-208-0222-5) — photographies de Raymond Burnier.

- L'Inde traditionnelle : photographies 1935-1955 , Paris, Fayard, 2002, 160 p. , photographie d'Alain Daniélou et Raymond Burnier  (ISBN 2-213-61437-7).